# Elezioni statali ad Amburgo del 2020
Le elezioni statali ad Amburgo del 2020 si sono tenute il 23 febbraio e hanno rinnovato i 123 membri del Parlamento di Amburgo.

## Risultati elettorali
|                |                                                |               |                      |                      |                     |                     |                   |                      |                      |                     |                     |                            |                            |
| Partito        | Partito                                        | Liste statali | Liste statali        | Liste statali        | Liste statali       | Liste statali       | Liste dei collegi | Liste dei collegi    | Liste dei collegi    | Liste dei collegi   | Liste dei collegi   | Seggi totali (cambiamento) | Seggi totali (cambiamento) |
| Partito        | Partito                                        | Voti          | Voti % (cambiamento) | Voti % (cambiamento) | Seggi (cambiamento) | Seggi (cambiamento) | Voti              | Voti % (cambiamento) | Voti % (cambiamento) | Seggi (cambiamento) | Seggi (cambiamento) | Seggi totali (cambiamento) | Seggi totali (cambiamento) |
|                | Partito Socialdemocratico di Germania (SPD)    | 1 593 825     | 39,2%                | 6,3%                 | 26                  | 3                   | 1 403 351         | 34,9%                | 6,1%                 | 28                  | 7                   | 54                         | 4                          |
|                | Alleanza 90/I Verdi (Grünen)                   | 981 628       | 24,2%                | 11,9%                | 13                  | 11                  | 1 032 826         | 25,7%                | 11,0%                | 20                  | 7                   | 33                         | 18                         |
|                | Unione Cristiano-Democratica di Germania (CDU) | 453 717       | 11,2%                | 4,7%                 | –                   | 2                   | 605 273           | 15,1%                | 4,6%                 | 15                  | 3                   | 15                         | 5                          |
|                | La Sinistra (Die Linke)                        | 368 683       | 9,1%                 | 0,6%                 | 6                   | 1                   | 446 600           | 11,1%                | 1,8%                 | 7                   | 3                   | 13                         | 2                          |
|                | Alternativa per la Germania (AfD)              | 215 306       | 5,3%                 | 0,8%                 | 7                   | 1                   | 217 201           | 5,4%                 | 0,8%                 | –                   | Stabile             | 7                          | 1                          |
|                | Partito Liberale Democratico (FDP)             | 202 059       | 5,0%                 | 2,5%                 | –                   | 8                   | 220 031           | 5,5%                 | 0,8%                 | 1                   | Stabile             | 1                          | 8                          |
|                |                                                |               |                      |                      |                     |                     |                   |                      |                      |                     |                     |                            |                            |
|                | Altri                                          | ?             | ?                    | ?                    | –                   | –                   | ?                 | ?                    | ?                    | –                   | –                   | –                          | –                          |
| Totale voti    | Totale voti                                    | 4 054 861     | –                    | –                    | 52                  | 2                   | 4 012 260         | –                    | –                    | 71                  | Stabile             | 123                        | 2                          |
| Totale votanti | Totale votanti                                 | 831 715       | 63,2%                | 6,7%                 | –                   | –                   | 831 715           | 63,2%                | 6,7%                 | –                   | –                   | –                          | –                          |
| Voti validi    | Voti validi                                    | 819 401       | 98,8%                | 1,6%                 | –                   | –                   | 812 373           | 98,0%                | 0,8%                 | –                   | –                   | –                          | –                          |